# امیر العماری
امیر العماری (انگلیسی: Amir Al-Ammari؛ زادهٔ ۲۷ ژوئیهٔ ۱۹۹۷) بازیکن فوتبال اهل عراق-سوئد است.
وی همچنین در تیم‌های ملی فوتبال زیر ۲۳ سال عراق و عراق بازی کرده‌است.